# Bob Weston
Bob Weston es un músico, productor e ingeniero de sonido estadounidense, conocido por ser el bajista de Volcano Suns y de Shellac, además de producir muchos álbumes de la escena post-punk underground estadounidense. El crítico Jason Ankeny dice que "El nombre de Weston y sus huellas están por toda la era post-punk underground, produciendo y ayudando en una cantidad innumerable de discos para innumerables bandas".

## Biografía
Weston nació y creció en Waltham, Massachusetts. Durante los veranos de 1985 y 1987, marchó como clarín con la renombrada Garfield Cadets Drum and Bugle Corps, de Garfield, Nueva Jersey. Los corps ganaron el campeonato Drum Corps International World Championships en ambos años. Weston todavía toca trompeta, como se aprecia en los álbumes The Sea and the Bells de Rachel's (de 1996) y en Things We Lost in the Fire, de Low (de 2001).
En 1987, Weston se unió a los Volcano Suns, tocando bajo. Volcano Suns era liderado por Peter Prescott, ex baterista de Mission of Burma, que se había separado en 1983.
En 1988, se graduó en ingeniería eléctrica, en la University of Lowell, en Lowell, Massachusetts. Mientras trabajaba en la radio del campus de la universidad, WJUL, empezó a mezclar actuaciones en vivo de bandas del área de Boston como los Pixies y los Blake Babies.
Weston se unió a Steve Albini y a Todd Trainer para formar Shellac, en 1992. Aprendiendo de Albini, que también es un ingeniero de sonido, mejoró sus técnicas de grabación y luego grabó y mezcló para bandas como Sebadoh, June of 44, Polvo, The Coctails, Archers of Loaf, Chavez, Rachel's, Ken Vandermark, y Rodan. Notable es la participación de Weston como ayudante de ingeniero de sonido, junto a Albini, en In Utero, de Nirvana. Según una entrevista en 2006, ser un músico ha ayudado a Weston a perfeccionar y amoldar sus técnicas para grabar, mezclar y mastering; Weston explica: "Es obvio para mí que los mejores ingenieros de sonido también han sido miembros de bandas. Así entiendes la dinámica y te puedes convertir en un miembro no oficial de la banda, durante la grabación". Sin embargo, el trabajo de Weston como ingeniero de sonido no se limita solo a lo musical: ocasionalmente trabaja gratis para la National Public Radio, en el Wait, Wait, Don't Tell Me, un programa de comedia basado en Chicago.
En 2002, Weston se unió a los reunidos Mission of Burma, tomando el lugar de Martin Swope como ingeniero de sonido en vivo para la banda. Aparece, y produjo, los álbumes ONoffON, The Obliterati, y The Sound The Speed The Light.